# La Verkin
La Verkin és una població dels Estats Units a l'estat de Utah. Segons el cens del 2000 tenia 3.392 habitants.

## Demografia
Segons el cens del 2000, La Verkin tenia 3.392 habitants, 1.053 habitatges, i 840 famílies. La densitat de població era de 81,2 habitants per km².
Dels 1.053 habitatges en un 44,6% hi vivien nens de menys de 18 anys, en un 66,3% hi vivien parelles casades, en un 9,6% dones solteres, i en un 20,2% no eren unitats familiars. En el 17% dels habitatges hi vivien persones soles el 7,5% de les quals corresponia a persones de 65 anys o més que vivien soles. El nombre mitjà de persones vivint en cada habitatge era de 3,2 i el nombre mitjà de persones que vivien en cada família era de 3,61.
Per edats la població es repartia de la següent manera: un 35,8% tenia menys de 18 anys, un 9,1% entre 18 i 24, un 24,5% entre 25 i 44, un 17,5% de 45 a 60 i un 13,1% 65 anys o més.
L'edat mediana era de 29 anys. Per cada 100 dones de 18 o més anys hi havia 94 homes.
La renda mediana per habitatge era de 35.949 $ i la renda mediana per família de 39.432 $. Els homes tenien una renda mediana de 30.051 $ mentre que les dones 19.602 $. La renda per capita de la població era de 12.113 $. Entorn del 10,1% de les famílies i el 12,1% de la població estaven per davall del llindar de pobresa.

## Poblacions més properes
El següent diagrama mostra les poblacions més properes.